# Clay Research Award
Le Clay Research Award (ou prix de recherche Clay) est une distinction en mathématiques remise par l'institut de mathématiques Clay chaque année à des mathématiciens en reconnaissance de leurs recherches.
Le Clay Award for Dissemination of Mathematical Knowledge (ou prix Clay pour la diffusion de la culture mathématique) récompense depuis 2015, sans périodicité fixée, des mathématiciens ayant œuvré à la diffusion des mathématiques.

## Liste des lauréats du prix Clay
| Année   | Lauréat                                                         |
| ------- | --------------------------------------------------------------- |
| 2024[2] | Paul Nelson (en)                                                |
| 2024[2] | James Newton (en) et Jack Thorne                                |
| 2023[3] | Frank Merle, Pierre Raphaël, Igor Rodnianski et Jérémie Szeftel |
| 2022[4] | John Pardon                                                     |
| 2022[4] | Søren Galatius et Oscar Randal-Williams                         |
| 2021    | Bhargav Bhatt                                                   |
| 2020    | non décerné                                                     |
| 2019[5] | Wei Zhang                                                       |
| 2019[5] | Tristan Buckmaster (de), Philip Isett (de) et Vlad Vicol        |
| 2017[6] | Alexandre Logunov et Eugenia Malinnikova                        |
| 2017[6] | Jason P. Miller et Scott Sheffield                              |
| 2017[6] | Maryna Viazovska                                                |
| 2016[7] | Mark Gross (de) et Bernd Siebert                                |
| 2016[7] | Geordie Williamson                                              |
| 2015[8] | Larry Guth et Nets Katz                                         |
| 2014    | Maryam Mirzakhani                                               |
| 2014    | Peter Scholze                                                   |
| 2013    | Rahul Pandharipande                                             |
| 2012    | Jeremy Kahn et Vladimir Marković                                |
| 2011    | Yves Benoist et Jean-François Quint                             |
| 2011    | Jonathan Pila                                                   |
| 2010    | prix non attribué                                               |
| 2009    | Jean-Loup Waldspurger                                           |
| 2009    | Ian Agol                                                        |
| 2009    | Danny Calegari et David Gabai                                   |
| 2008    | Clifford Taubes                                                 |
| 2008    | Claire Voisin                                                   |
| 2007    | Alex Eskin                                                      |
| 2007    | Christopher Hacon et James McKernan                             |
| 2007    | Michael Harris et Richard Taylor                                |
| 2006    | prix non attribué                                               |
| 2005    | Manjul Bhargava                                                 |
| 2005    | Nils Dencker                                                    |
| 2004    | Ben Green                                                       |
| 2004    | Gérard Laumon et Ngô Bảo Châu                                   |
| 2003    | Richard S. Hamilton                                             |
| 2003    | Terence Tao                                                     |
| 2002    | Oded Schramm                                                    |
| 2002    | Manindra Agrawal                                                |
| 2001    | Edward Witten                                                   |
| 2001    | Stanislav Smirnov                                               |
| 2000    | Alain Connes                                                    |
| 2000    | Laurent Lafforgue                                               |
| 1999    | Andrew Wiles                                                    |

## Liste des lauréats du prix ClayDissemination
- 2018 : Roger Penrose[9].
- 2015 : Étienne Ghys